# Gazette des Ardennes

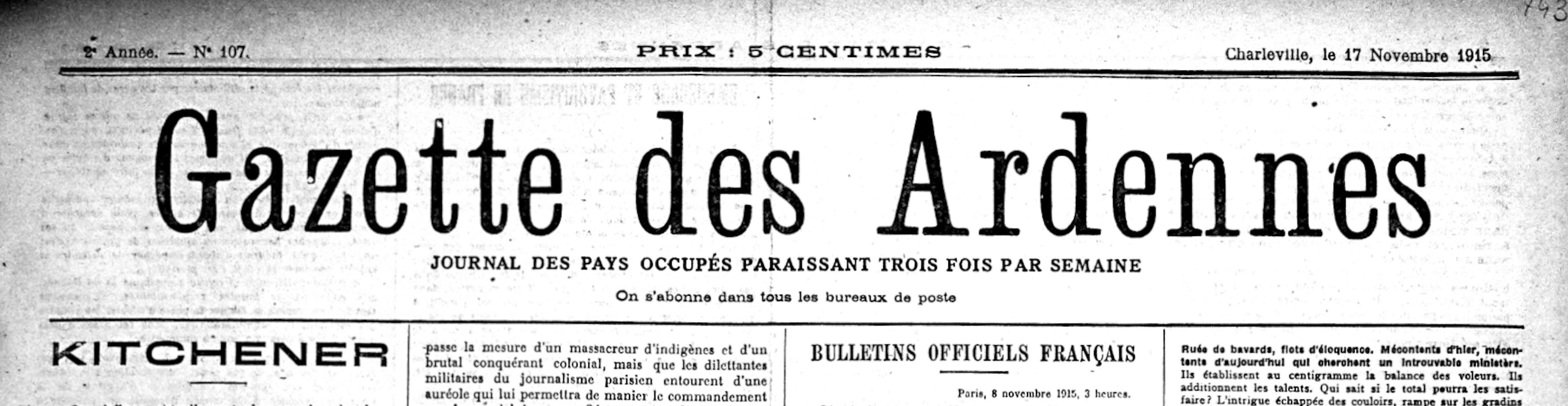
Gazette des Ardennes 17 Novembre 1915

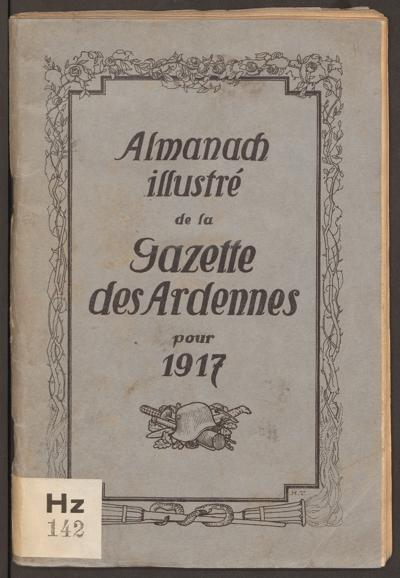
Almanach 1917

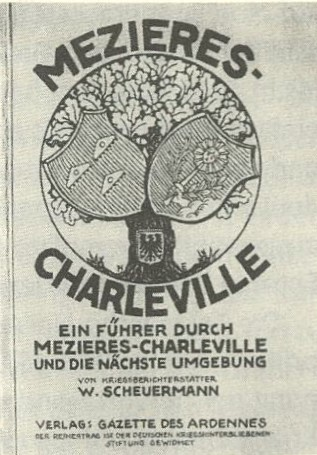
Verlagserscheinung in Deutsch von Wilhelm Scheuermann

Die Gazette des Ardennes war eine französischsprachige Zeitung, die von den deutschen Besatzungsbehörden während des Ersten Weltkriegs vom 1. November 1914 bis 9. November 1918 für Nordfrankreich und Belgien, aber auch die französischsprachige Westschweiz und die französischkundigen Neutralen herausgegeben wurde. Über Mittelsleute in der Schweiz wurde die Zeitung sogar eine Zeit lang an Parlamentsabgeordnete in Frankreich verschickt.

## Finanzierung und Erscheinungsfolge
Die Gazette des Ardennes war ein deutsches militärisches Unternehmen. Sie unterstand der Sektion 6 der Abteilung III b des Generalstabs des Feldheers, also dem militärischen Nachrichtendienst der Obersten Heeresleitung. Der Generalstab unterstützte ihre Gründung mit 10.000 bis 15.000 Mark, später trug sich die Zeitung auf Grund der Bemühungen ihres Herausgebers selbst und brachte sogar Gewinn ein. Geleitet wurde die Zeitung vom Herausgeber Dragoner-Rittmeister der Reserve Fritz H. Schnitzer, einem deutschen Reserveoffizier und Kaffeegroßhändler aus Rotterdam, der gut Französisch sprach, allerdings keinerlei journalistische Erfahrung mitbrachte. Ein rühriger Chefredakteur war seit März 1915 der französischstämmige Elsässer und deutsche Staatsbürger Dr. René Prévot – vor dem Krieg Paris-Korrespondent der Münchner Neueste Nachrichten – dessen Arbeit von Freunden wie Feinden als effizient eingeschätzt wurde.
Die erste Ausgabe erschien am 1. November 1914. Schnell stellte Prévot die Zeitung auf das für Frankreich typische große Folio-Format 44 × 56 cm und ein französischen Zeitungslesern vertrautes Layout um. Anfangs erschien nur eine Ausgabe pro Woche, was sich bis Anfang 1918 auf sechsmal pro Woche steigerte.
In den Jahren 1915 und 1916 war die finanzielle Situation so schwierig, dass die Redaktion auf einen Fortsetzungsroman verzichten musste und nur in begrenztem Maße Freiexemplare an das deutsche Heer liefern konnte. Ab Ende 1917 nahm die Redaktion Werbung – die ausschließlich von deutschen Firmen stammte – ins Blatt auf, womit ein derartiger Gewinn erzielt werden konnte, dass der Verlag sogar eine Kriegsanleihe über 560.000 Mark zeichnete. Die Auflage schoss schnell von ursprünglich 4000 – 5000 Exemplaren in die Höhe und betrug in den letzten beiden Kriegsjahren ca. 175.000 Exemplare pro Nummer, wobei die Zeitung sechsmal wöchentlich erschien und zusätzlich, entsprechend französischer Lesegewohnheiten, illustrierte Beilagen lieferte. Besonders interessiert wurden von den französischen Leser die regelmäßig abgedruckten Listen französischer Kriegsgefangener in deutschen Gefangenenlagern studiert. Die "Gazette des Ardennes" berichtete als erstes Presseorgan vom Tod des französischen Abgeordneten Emilie Driant (1855–1916), gefallen als Oberstleutnant und Kommandeur einer Jäger-Halbbrigade vor Verdun am 21. Februar 1916, was in Frankreich offizielle Stellen interessierte. Über die Schweiz wurden sodann seine Habseligkeiten der Witwe übermittelt.
Die Redaktion befand sich in Charleville, auch wenn im Zeitungskopf zeitweise anderes behauptet wurde. Gesetzt wurde die Gazette des Ardennes in den Räumen der Zeitung L'Usine, die kurz vor dem Krieg ihre Ausstattung erneuert hatte. Gedruckt wurde sie in der Druckerei Petit Ardennais, wofür eine große Rotationsdruckmaschine aus Lille herbeigeschafft wurde. Die Drucker waren deutsche Soldaten und zwangsverpflichtete Franzosen. Um den Abtransport der Zeitung zu organisieren, wurde sogar ein Schienenanschluss zwischen der Eisenbahn und dem Straßenbahnnetz der Stadt gebaut. Ein Teil der Auflage wurde auch in Freiburg im Breisgau bei der Druckerei Poppen & Sohn gedruckt, was zu einem Bombenabwurf auf das Firmengebäude am 12. Oktober 1916 führte. Nach dem Abzug des deutschen Heeres im Oktober 1918 kam die Gazette des Ardennes in Frankfurt am Main in den Räumen des Generalanzeigers unter. Dort erschien die letzte Nummer, die auf den 2. November 1918 datiert war. Am 9. November wurde die Redaktion vom Arbeiter- und Soldatenrat besetzt, der die Zeitung am folgenden Tag schloss.

## Verbreitung
Die Gazette des Ardennes veröffentlichte ihre Auflagenhöhe im Zeitungskopf. Anfang 1915 wurden 25.000 Exemplare gedruckt, danach nahm ihre Auflage stark zu, weil sie im Oktober begonnen hatte, Listen mit französischen Kriegsgefangenen in deutschen Lagern zu veröffentlichen. Ende Oktober 1917 erreichte die Zeitung nach eigenen Angaben eine Auflage von 175.000, die bis Kriegsende stabil blieb. Diese Angabe erscheint realistisch, denn eine andere deutsche Quelle spricht für 1918 von einer Auflage zwischen 149.000 und 194.000 Exemplaren.
Neben der Hauptausgabe gab es eine illustrierte Ausgabe, die dreimal im Monat erschien. Sie erreichte 1917 eine Auflage von 100.000 Exemplaren. Der französischen Pressetradition folgend erschienen außerdem illustrierte Almanache auf die Jahre 1916, 1917 und 1918. Der Zeitungsverlag veröffentlichte darüber hinaus Broschüren zu politischen Fragen, aber auch ein deutsch-französisches Vokabular oder ein Telefonverzeichnis des deutschen Hauptquartiers.
Der Verkauf wurde von den Kommandanturen der deutschen Militärregierung selbst in die Hand genommen. Bei Einführung in einem Ort wurde die Zeitung zunächst zwei Wochen lang kostenlos verteilt, dann zum Preis von fünf Centimes, später fünf Pfennig verkauft. Ab Mai 1915 konnte sie im Abonnement bezogen werden. Die Marktdurchdringung war immens: So gab es Orte wie Douai, in denen auf acht Einwohner eine Zeitung verkauft wurde. In Belgien – wo weitere von den deutschen Besatzungsbehörden herausgegebene Zeitungen existierten – und in dem zum Deutschen Reich gehörigen Elsass-Lothringen war die Gazette des Ardennes verbreitet. Und in deutschen Kriegsgefangenenlagern, wo sie über eigene Mitarbeiter verfügte, wurde sie ebenfalls gelesen. Allerdings soll die Gazette des Ardennes dort auf großes Misstrauen unter französischsprachigen Kriegsgefangenen gestoßen sein. Einige Exemplare wurden durch Flieger hinter den feindlichen Linien abgeworfen, andere über die Schweiz verbreitet.
Ihr Erfolg wird dadurch belegt, dass Frankreich mit gefälschten Ausgaben der Gazette des Ardennes auf das deutsche Produkt reagierte, die hinter der Front abgeworfen wurden. Zahlreiche Kriegserinnerungen von Franzosen sprechen ebenfalls dafür, dass das einzige im besetzten Nordfrankreich in französischer Sprache verfügbare Informationsmedium tatsächlich weithin gelesen wurde.

## Der propagandistische Charakter der Zeitung
Die Redaktion versuchte den Anschein zu erwecken, dass sie in ihrer Berichterstattung unabhängig sei. So brachte die Gazette des Ardennes nicht nur den deutschen Heeresbericht, sondern – wie allgemein in der deutschen Presse üblich – auch Stimmen aus dem neutralen Ausland, sowie die feindlichen Heeresberichte, darunter den französischen Heeresbericht in Originalfassung. Allerdings wurde Lesern der unmittelbare Vergleich erschwert, weil der französische Heeresbericht mit einigen Tagen Verzögerung abgedruckt wurde. Ständig führte die Gazette des Ardennes Beispiele für Zensur in der französischen Presse an, erwähnte jedoch nie die Tatsache, dass auch auf deutscher Seite zensiert wurde.
Durch Regionalberichterstattung wurde versucht, das Interesse der französischen Leser zu wecken. Während die französische Provinz als liebenswert dargestellt wurde, schienen alle negativen Züge Frankreichs in Paris konzentriert zu sein. In aller Regel schrieben die französischen Mitarbeiter unter Pseudonym. Die Zeitung druckte überdies zahlreiche Berichte von Kriegsgefangenen ab, die den Aufenthalt in deutschen Lagern beinahe wie einen Urlaub erscheinen ließen. Stilistisch war an den Artikeln nicht festzustellen, dass die Zeitung von Deutschen herausgegeben wurde.
Deutschland wurde in den Meinungsbeiträgen als junge, aufstrebende, im Grunde aber pazifistische Macht dargestellt, die nur den ihr zustehenden „Platz an der Sonne“ beanspruche. Die Deutschen seien – anders als von der alliierten Propaganda behauptet – keine „Barbaren“, sondern erfüllten in Europa eine Kulturmission. Großbritannien wurde heftig attackiert und als Hauptverantwortlicher am Krieg dargestellt. Deutschland wolle Frankreich vom britischen Joch befreien. Dass die Entente Kolonialsoldaten im Krieg einsetzte („wilde Stämme gegen die weiße Rasse“), sei ein elementarer Verstoß gegen die Solidarität des alten Europas. Besondere Sympathie genoss der irische Unabhängigkeitskampf gegen die britische Kolonialmacht.
Obwohl man unglücklicherweise gegenwärtig in einen Krieg verstrickt sei, gebe es in Deutschland keinen Hass gegen den Nachbarn. Der natürliche Platz Frankreichs sei an der Seite Deutschlands verbunden in einer deutsch-französischen Freundschaft. In der illustrierten Ausgabe der Gazette des Ardennes wurden Bilder von deutschen Soldaten gezeigt, wie sie französischen Zivilisten – vor allem Kindern – helfen. Deutschland wurde als Kulturnation dargestellt, wobei besonders Religiosität und Musikliebe deutscher Soldaten betont wurden: Über die im besetzten Gebiet veranstalteten Weihnachtsfeste, vor allem auch für französische Kinder, wurde ausgiebig berichtet. Die „wahren Barbaren“ seien die Engländer, was durch Fotodokumentationen der durch englische Artillerie verursachten Zerstörungen beglaubigt wurde.
Der Historiker Andreas Laska hat am Beispiel verschiedener Ereignisse die Haltung der Zeitung analysiert. Das erste große Ereignis, auf das die Gazette des Ardennes reagieren musste, war der Kriegseintritt Italiens am 23. Mai 1915 auf Seiten der Entente. Am 28. Mai druckte sie den Text der Kriegserklärung ab; am folgenden Tag wurde in einem großen Editorial der Eintritt der Italiener ins „Lager der Kosaken, der Neger und der indischen Schlächter“ ins Lächerliche gezogen. Über den Beginn der Schlacht um Verdun am 21. Februar 1916 wurden die Leser erst mit fünf Tagen Verspätung informiert. Zwar erfuhren sie dann aus den Heeresberichten, wie die Schlacht verlief, doch enthielt sich die Zeitung bis Ende Mai einer Bewertung. Über den Beginn der Schlacht an der Somme im Juli wurde zwar berichtet, aber die strategische Bedeutung in Abrede gestellt, während die Schlacht um Verdun, in der die Zähigkeit deutscher Truppen gerühmt wurde, auf Paris ziele. Diese beiden Schlachten vor der eigenen Haustür wurden selten kommentiert, während die Zeitung ausführlich über die Ereignisse in Rumänien berichtete. Die Einnahme von Bukarest wurde in langen Artikeln mit großen Schlagzeilen und mit Karten gefeiert, während unerwähnt blieb, dass es an der Westfront aus deutscher Perspektive nichts zu feiern gab.
Die Vereinigten Staaten waren von der Gazette des Ardennes vor ihrem Kriegseintritt immer respektvoll erwähnt und die Friedensinitiativen von Woodrow Wilson wohlwollend kommentiert worden. Nach dem Kriegseintritt im April 1917 wechselte der Ton abrupt. Über den Kriegseintritt selbst wurden die Leser zunächst nur auf Seite 3 informiert. Er wurde mit dem Kriegseintritts Italiens verglichen, der den Mittelmächten nur neue Siege beschert habe. Am 8. Juli 1917 meinte ein Kommentator, es sei eine französische Illusion zu glauben, dass jemals eine amerikanische Armee nach Europa geschickt werde. In einem anderen Kommentar hieß es, ihre Soldaten seien disziplinlose Milizionäre ohne militärische Kenntnisse. Der Beginn der Frühjahrsoffensiven am 21. März 1918 wurde von der Gazette des Ardennes eine Woche lang nicht erwähnt, der übliche Heeresbericht blieb aus. Am 31. März jubelte ein Kommentator, der drei Jahre andauernde Stellungskrieg sei in einen Bewegungskrieg großen Stils umgeschlagen. Über die ersten deutschen Misserfolge wurde dagegen wieder nur mit großer Verzögerung berichtet. Der Tenor blieb, dass Engländer, Franzosen und Portugiesen eine Niederlage nach der anderen erlitten hätten. Über die alliierte Gegenoffensive vom 18. Juli 1918 wurde wieder nur verzögert berichtet, dann allerdings behauptet, dass das deutsche Heer nicht durch sie überrascht worden sei. Territoriale Verluste wurden als strategisch bedeutungslos dargestellt. Bis zum Kriegsende behauptete die Zeitung, dass Deutschland im Feld unbesiegt geblieben sei (Dolchstoßlegende).

## Juristische Aufarbeitung
Die Gazette des Ardennes war ein bedeutender Teil der deutschen Propaganda im Ersten Weltkrieg. Der Kaiser, der die Entwicklung der Zeitung wohlwollend verfolgte, ließ sie sich regelmäßig zusenden. Nach dem Krieg führte die französische Militärjustiz mehrere Prozesse gegen Kollaborateure der Gazette des Ardennes. Sie sprach drei Todesurteile und mehrere Haftstrafen aus. Das Todesurteil gegen Emile-Georges Toqué wurde sogar vollzogen. Bei den Prozessen gegen die radikalsozialistische Zeitung Le Bonnet rouge 1917, gegen den gestürzten französischen Innenminister Malvy und gegen den früheren französischen Ministerpräsidenten Joseph Caillaux spielte die Gazette des Ardennes, wenn auch fälschlich, eine belastende Rolle.